# Adrienne Richová
Adrienne Richová (16. květen 1929 Baltimore – 27. březen 2012 Santa Cruz) byla americká básnířka a feministická aktivistka hlásící se ke své lesbické orientaci. Majitelka literárních cen, jako  National Book Award, Ruth Lilly Poetry Prize nebo Dorothea Tanning Award, které uděluje Akademie amerických básníků (American Academy of Poets). Její kniha esejů Of Woman Born – Motherhood as Experience and Institution (Z ženy zrozená – Mateřství jako zkušenost a instituce) vydaná v roce  1976 náleží k podstatným textům amerického feminismu.

## Životopis
Narodila se v Baltimoru ve státě Maryland jako starší ze dvou sester. Otec Arnold Rice Rich, který pracoval jako patolog na lékařské fakultě Johnse Hopkinse, pocházel z židovské rodiny. Dědeček Samuel Rice patřil mezi přistěhovalce z Košic (Rakousko-Uhersko). Matka, Helen Elizabeth, rozená Jonesová byla koncertní pianistka a skladatelka. Byla protestantka a dívky byly vychovány jako křesťanky. V raném dětství se učily doma s matkou.
Otec povzbuzoval dceru při čtení knih. Podpořil také její spisovatelské ambice. Ovlivnil její život i tvorbu. Dcera se proti jeho autoritě později bouřila nejen v osobním životě, ale i v básnické tvorbě. V básních Zdroje a Po setmění dokumentovala vztah s otcem a snahu o naplnění vysokých ambicí rodičů. Po absolvování střední školy nastoupila v roce 1947 na ženskou vysokou školu Radcliffe College v  Cambridge. Byla zde vzdělávána pro budoucí roly manželky „významného muže“. Ale   podpora učitelů ji povzbudila k využití jejího talentu. V roce 1951 přihlásila několik svých básní do „Soutěže mladších básníků na Yale“. Tvorbu studentů posuzoval mimo jiné také básník Wystan Hugh Auden. Získala první cenu a básník napsal předmluvu k její první sbírce Změna světa. Ta jí byla vydána jako debutující autorce. Ve stejném roce absolvovala školu s vyznamenáním. Po promoci získala Guggenheimovo stipendium k jednoletému studiu na Oxfordské univerzitě. O velikonocích navštívila Florencii a zbytek svého evropského pobytu strávila objevováním italské kultury a psaním básní.
V roce 1953 se vrátila do Massachusetts. Provdala se za profesora ekonomie na Harvardově univerzitě. Podle jejích slov se chtěla osamostatnit od rodičů. Manželé bydleli v Cambridgi. Narodili se jim tři synové, David (v roce 1955), Pablo (1957) a Jacob (1959).
V roce 1955 vydala svoji druhou sbírku, The Diamond Cutters and Other Poems. V roce 1960 získala získala cenu Americké akademie umění a věd. V roce 1961 čerpala podruhé Guggenheimovo stipendium na pobyt a práci v Nizozemském ekonomickém institutu. Po návratu trávila léto se svou rodinou ve Vermontu, kde se stýkala například s osobnostmi jako Galway Kinnell nebo Hayden Carruth.
V roce 1963 vydala třetí sbírku Snapshots of a Daughter-in-Law. Jednalo se o osobní zpověď zkoumající její vlastní ženskou identitu a odrážející rostoucí napětí, které zažívala jako manželka a matka. Tato sbírka znamenala podstatnou změnu v jejím stylu i výběru dalších tém. V  eseji z roku 1982 Split at the Root: An Essay on Jewish Identity uvedla „Zkušenost mateřství mě nakonec zradikalizovala.“ Kniha se setkala s velmi ostrými recenzemi.  
V roce 1966 se rodina přestěhovala do New Yorku. Její manžel přijal místo učitele na City College of New York. Adrienne Richová vyučovala kurz poezie na Kolumbijské univerzitě. Začala se angažovat v  protivietnamském válečném hnutí. Angažovala se také v občanském a feministickém hnutí. Její básnická tvorba se radikalizovala. Začala psát do feministických časopisů. Zpočátku ji manžel podporoval, ale postupně se odcizovali. V roce 1970 se rozešli. Ještě v témže roce manžel spáchal sebevraždu. O této události nemluvila až do své smrti. S partnerkou spisovatelkou Michelle Cliffovou žila více než třicet let od roku 1976. Později spolu vydávaly lesbicko-feministický časopis Sinister Wisdom. 
V letech 1967 – 1969 Rich přednášela na Swarthmore College a učila na Columbijské univerzitě jako mimořádná profesorka.
Za vrchol její tvorby je považováno dílo, které vydala o deset let později. Sbírku Potápění do vraku (Diving Into the Wreck) básnířka Margaret Atwoodová ji označila za „jednu z mála knih, které vás přinutí zamyslet se nejen nad tím, co si o ní myslíte, ale i nad tím, co si myslíte sami o sobě". Ve feministických kruzích byly verše o ženských právech z této sbírky často citovány. Autorka však s oblibou připomínala, že ti, kteří ji inspirovali při psaní, byli muži. Během jejího života se prodalo téměř milion výtisků jejích knih.

## Politický aktivismus
Proslavila se též svými politickými gesty. Státní vyznamenání od prezidenta Billa Clintona v roce 1997 odmítla, a to kvůli údajné „cynické politice vlády“. Kritizovala zejména radikální nárůst rozdílů mezi bohatými a chudými v Clintonově éře. Později spolu s dalšími umělci odmítla účast na básnickém sympoziu v Bílém domě na protest proti válce v Iráku. Celonárodní knižní cenu National Book Award v roce 1974 přijala, ale „jménem všech žen“ a na pódium přišla s ostatními nominovanými finalistkami s tím, že cenu dostávají všechny. Politika byla stále více přítomná i v jejích básnických dílech. Podle mnoha kritiků si tím škodila.